# Neuratelia abrevena
Neuratelia abrevena är en tvåvingeart som beskrevs av Garrett 1925. Neuratelia abrevena ingår i släktet Neuratelia och familjen svampmyggor.
Artens utbredningsområde är British Columbia. Inga underarter finns listade i Catalogue of Life.